# Géographie des Pays-Bas
La géographie des Pays-Bas est l'ensemble des réalités physiques, humaines, biologiques qui constituent les Pays-Bas. Ces derniers sont un pays d'Europe de l'Ouest situé à l'ouest de l'Allemagne et au nord de la Belgique.
Les Pays-Bas sont principalement constitués de sédiments dérivés des processus deltaïques, côtiers et éoliens qui se sont produits pendant les périodes glaciaires et interglaciaires du Pléistocène.
En mars 2025, TNO a publié la dernière édition de Géologie des Pays-Bas, un travail de référence complet sur le sous-sol du pays. Le livre a donné un aperçu approfondi de la géologie au cours des 420 millions d'années et a examiné les applications potentielles du sous-sol néerlandais. Il a compilé l'expertise de 90 spécialistes et a été publié par Amsterdam University Press. Le livre est devenu librement accessible sous l'accès libre le 11 mars.

## Données géographiques
- Coordonnées géographiques :

52° 30′ N, 5° 45′ E
- Surface:

Totale : 41 526 km2

Terre : 33 883 km2

Eau : 7 643 km2
- Territoire maritime :

Zone de pêche exclusive : 200 milles nautiques (370 km)

Eaux territoriales : 12 milles nautiques (22 km)
- Climat :

Tempéré océanique, été frais et hiver assez marqué.
- Territoire :

Principalement littoral ou gagné sur la mer (polders), vallonné dans le sud-ouest.
- Points culminants :

Négatif : Zuidplaspolder (Nieuwerkerk aan den IJssel) (-6,76 m)

Positif : Vaalserberg (321 m)
- Ressources naturelles :

Gaz naturel, pétrole, agriculture
Les ressources en charbon n'étaient pas très importantes, et étaient concentrées dans la région du Limbourg, dont les mines étaient exploitées depuis le Moyen Âge. C'est après la période napoléonienne que les mines du Limbourg (nl) ont commencé à être activement exploitées, en concomitance avec la Révolution industrielle. En 1931, ces mines produisaient 14 millions de tonnes de charbon, extraites par près de 3 800 mineurs. La dernière mine a été fermée en 1973 après un déclin progressif de la production.
- Un quart du territoire se situe sous le niveau de la mer et atteint même moins 6,76 mètres, record en Europe. Or, d'après les scientifiques, les terres de très basse altitude pourraient être très vite affectées par la montée des océans. Le GIEC considère d'ailleurs le delta du Rhin comme l'un des plus vulnérables du monde.

## Voir aussi

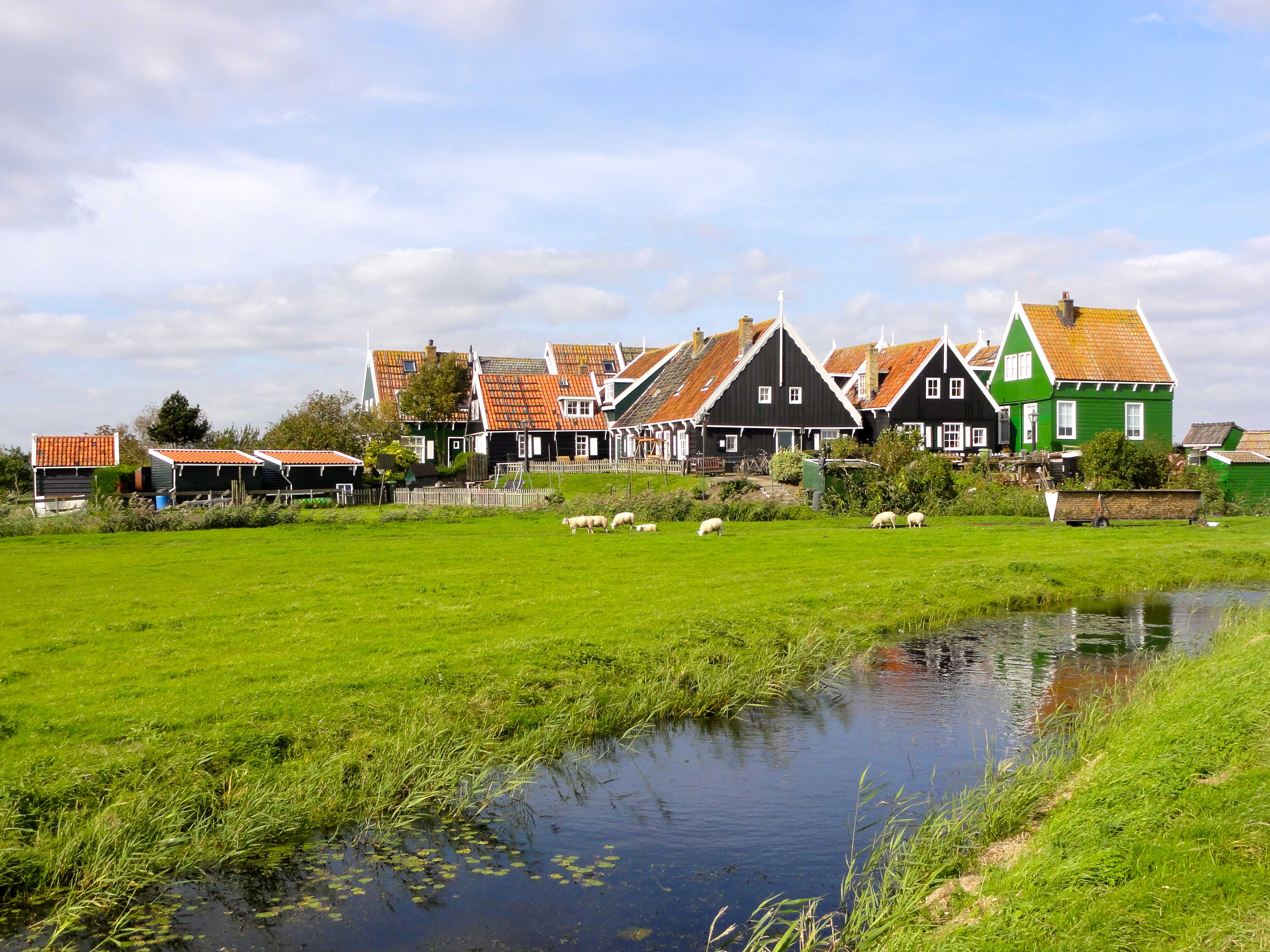
Le village de Marken.